# Gremilly
Gremilly es una comuna francesa situada en el departamento de Mosa, en la región de Gran Este.

## Demografía
| 45 | 39 | 36 | 24 | 27 | 31 | 42 |
| Para los censos de 1962 a 1999 la población legal corresponde a la población sin duplicidades (Fuente: INSEE [Consultar]) |    |    |    |    |    |    |